# 모디보 디아키테
모디보 디아키테(프랑스어: Modibo Diakité, 1987년 3월 2일 ~ )는 중앙 수비수로 뛰는 세네갈계의 프랑스 축구선수이다.

## 선수 경력

### 페스카라
디아키테는 2006년 5월 28일 세리에 B 스타디오 아드리아티코에서 만토바를 상대로 페스카라 소속으로 데뷔전을 치렀다. 1군팀 경기에서 단 한경기만을 뛰었음에도, 19살의 페스카라 유스 선수는 빅클럽 라치오를 각인시켜 세리에 B 시즌이 끝나고 그를 30만유로에 그를 계약하였다.

### 라치오
라치오에서의 첫 시즌에, 디아키테는 세리에 A에서 세 번의 출전을 하였다. 그의 데뷔는 라치오가 우디네세를 4-2로 이긴 스타디오 프리울리에서 하였다. 그의 첫 선발 출전은 피오렌티나를 상대로 치렀다.
디아키테의 라치오에서의 첫 시즌이였던 2006–07 시즌, 라치오는 3위로 시즌을 마쳤고 UEFA 챔피언스리그에 참가하게 되었다. 디아키테에게 약속한대로, 더 많은 출전기회가 있었지만 그는 새 시즌 첫 경기에서 정강뼈가 부러져 유럽대항전 데뷔 기회를 놓치고 말았다. 디아키테는 팀동료 마시모 무타렐리와 토리노의 공격수 니콜라 벤톨라와 충돌에 휘말리며 그는 시즌 남은 경기를 전 경기 결장하고 말았던 것이다.
2008년 12월 25일 라치오는 2013년까지 디아키테와의 계약을 연장하기로 하였다.
단 몇 주 뒤에, 디아키테는 다리 부상 이후에 첫 정규 경기에서 코파 이탈리아 스타디오 주세페 메아차에서 밀란을 2-1로 이긴경기에서 인상적인 모습을 보였다. 그는 1주일 뒤, 세리에 A 인테르를 상대로 한 경기에서 자책골을 넣으며 0-3으로 패했다.
다음 달에, 디아키테는 우디네세 원정 경기에서 선발 출전하였고 한 시간뒤에 팀은 3-0으로 지고 있었다. 3-3으로 무승부를 만드는 과정에서 디아키테는 코너킥에서 헤딩으로 라치오에서의 데뷔골이자 세리에 A 데뷔골을 넣었다.

### 선더랜드
2013년 6월 10일, 프리미어 리그 팀 선더랜드는 자유계약으로 디아키테를 영입했음을 알렸다.

#### 피오렌티나 (임대)
2014년 1월 31일 , 디아키테는 남은 시즌 동안에 피오렌티나로 임대하는 것에 동의하였다.

## 수상 경력

### 라치오
- 코파 이탈리아: 1 (2008–09)
- 수페르코파 이탈리아나: 1 (2009)